# Panacca loveni
Panacca loveni är en musselart som först beskrevs av John Gwyn Jeffreys 1881.  Panacca loveni ingår i släktet Panacca och familjen Pholadomyidae. Inga underarter finns listade i Catalogue of Life.